# William Elcoat
William Robson Elcoat (Elton, 25 febbraio 1859 – Stockton-on-Tees, 1912) è stato un allenatore di calcio britannico, noto per essere stato il secondo allenatore dell'Arsenal.

## Biografia
Elcoat veniva da Stockton-on-Tees dove allenò la squadra locale, Stockton; successivamente si spostò a sud di Londra. Divenne manager dell'Arsenal dopo le dimissioni di Thomas Mitchell nel marzo 1898. La carica di Elcoat fu piuttosto breve, durò solamente un anno.